# Saleh Moszatat
Saleh Moszatat (perski: صالح مشطت) – miejscowość w Iranie, w ostanie Chuzestan. W 2006 roku liczyła 2428 mieszkańców w 374 rodzinach.